# Duelo de pasiones
Duelo de pasiones é uma telenovela mexicana produzida por Juan Osorio para a Televisa e exibida pelo Canal de las Estrellas entre 17 de abril e 27 de outubro de 2006, sucedendo Barrera de amor e antecedendo Amar sin límites. 
A história é original de Hilda Morales e dirigida por José Rendón e Miguel Córcega. 
É protagonizada por Pablo Montero e Ludwika Paleta co-protagonizada por Erika Buenfil e Ana Martín e antagonizada por Fabiola Campomanes, Sergio Goyri, Alejandro Ávila e Rafael Rojas.

## Sinopse
O coração do rico fazendeiro Álvaro Montellano cai em ódio quando ele recebe uma carta dirigida à sua esposa Soledad, que foi interceptada por Alfonsina Ríos, que ainda o ama e fará de tudo para separá-lo de Soledad, Álvaro sofre de uma doença chamada celotipia, causada por uma experiência traumática quando era uma criança viu o seu pai cometer suicídio, a carta foi escrita pelo seu criado de lavoura, José Gómez. Após ler ele acha que a sua esposa o está traindo com o criado, e que sua filha Alina é fruto dessa traição, também acredita que ambos planejam fugir. Na realidade, a carta foi destinada a sua irmã Mariana Montellano, que ama José e ainda tem uma filha com ele.
Sem escutar os protestos de inocência de sua esposa Soledad, Álvaro a leva para a distante fazenda de café em Sierra Escondida, mantendo-a como prisioneira, ele regresa a sua casa para se vingar sua filha Alina. Sem suspeitar do sofrimento que a espera. Alina vive feliz seu romance com Emilio Valtierra, um militar atrativo e cavalheiro que encontrou nela o amor de sua vida. Cheia de ilusões, Alina chega na fazenda, só para se encontrar com um pai transformado em um monstro cheio de ira que, com injurias e ameaças, a envia para o povoado de Sierra Escondida, para vivir em uma caverna com a uma velha curandera Luba López.
Para proteger a vida de sua mãe, Alina aceita viver em tal condição de miséria, e desde então as pessoas de Sierra Escondida a conhecem como Flor del Campo. Quando Emilio chega em busca de Alina, Álvaro lhe diz que a garota e sua mãe partiram para o exterior. Emilio se sente decepcionado, pensando que o amor que ela lhe juró era mentira.
Dois anos se passam e Emilio agora triste e amargurado, se encontra por acaso com Flor del Campo mas não reconhece por seu aspecto humilde. Como ela recorda a Alina, o rancor que ela guarda o faz tratar a garota com dureza, mas não pode evitar sentir-se atraído por ela. Quando Álvaro o faz acreditar que Alina morreu em um acidente, Emilio, cheio de dor, decide casar-se com Flor del Campo, mas a cerimônia é interrompida por Álvaro, que não permitirá que Alina seja feliz, e fere gravemente Emilio.
De pronto, aparece na igreja uma mulher chamada Thelma Castelo que afirma estar grávida de Emilio e obriga o sacerdote a casar ele com ela alegando que ele pode morrer e assim será a viúva. Mas Emilio sobrevive e, agora talvez um pouco tarde, Alina terá que lutar contra as intrigas de Thelma pelo amor de Emilio, e também contra a infame mentira que destruiu a vida de sua mãe e converteu seu próprio pai em seu pior inimigo.

## Elenco
- Ludwika Paleta... Alina Montellano
- Fabiola Campomanes... Thelma Castelo
- Pablo Montero... Emilio Valtierra
- Sergio Goyri... Álvaro Montellano
- Erika Buenfil... Soledad de Montellano
- Ana Martín... Luba López
- Rafael Rojas... Máximo Valtierra
- José María Torre... Ángel Valtierra
- Alejandro Ávila... Orlando Villaseñor
- David Ostrosky... Elías Bernal
- Jorge de Silva... José Gómez
- Alejandra Procuna... Mariana Montellano de Gómez
- Isaura Espinoza... Blanca de Bernal
- Liz Vega... Coral
- Aída Pierce... Rebeca Castelo
- Xavier Ortiz... Rodrigo Ochoa
- Joana Brito... Adela
- Eduardo Rivera... Hugo Torres
- René Gómez... Gaspar López
- Ximena Herrera... Rosa de Valtierra
- Rafael Hernán... Santos Valtierra
- Zaide Silvia Gutiérrez... Vera
- Luis Uribe... Jaime
- Tanya Vázquez ... Carla Sánchez
- Arturo Guízar... Ifigenio
- Rafael Valderrama... Granillo
- Fernando Robles... Braulio
- Jaime Lozano... Rutilio
- Carlos Ignacio... Padre Cristobal
- Luis Reynoso... Arcadio
- Mariana Ríos... Dra. Aída Cortés
- Maricarmen Duarte... Malena
- Theo Tapia... Dr.Vásquez
- Vicente Herrera... Sergio
- Ana Brenda... Claudia
- Conrado Osorio... Cástulo
- Rafael del Villar... Ricardo Fonseca
- Esteban Franco... Jacinto
- Siena Perezcano... Alfonsina Ríos
- Carla Barahona... Carmen
- Alicia Villarreal... Raquel
- Ximena Saíd... Mariana Gómez Montellano
- Ricardo Ceceña... Juan Méndez
- Verónica de la Campa... Susy
- María Requenal Portillo... Vera
- Francisco Avendaño... Hernán
- Patricia Martínez... Malena
- Patricio Cabezut
- Humberto Elizondo... Lic. Mauro Peña
- Xavier Ortíz... Rodrigo Ochoa
- Juan Verduzco... Vargas
- Eduardo Liñán
- Nashla... Gaby
- Flor Procuna... Tina
- Victor Hugo Aguilar... Rosendo
- Milena Santana... Edelmira

## Audiência
Alcançou média geral de 17,7 pontos.